# Radelange
Radelange (Radelingen o Redel in tedesco, Réidel in lussemburghese) è una frazione del comune belga di Martelange, situato nella regione vallona, provincia di Lussemburgo. La frazione è attraversata dal fiume Sûre.

## Toponimia
- Significati : « da quelli di Radila »  composta dal suffisso germanico -ingen romanizzato -ange t dall'antroponimo germanico Radila[1]
- Radtlingen e Radelange (1619), Redlingen e Redling (1655).

## Storia
Nel corso della seconda guerra mondiale, il 10 maggio 1940 (giorno dell'invasione del Belgio da parte della Germania) la città fu conquistata verso la fine della mattinata dai tedeschi del  Kradschützen-Bataillon 1 (motociclisti) della I divisione corazzata che aveva come obiettivo la traversata della Mosa a Sedan.